# Axelfors kraftverk
Axelfors kraftverk är ett vattenkraftverk i Ätran. Kraftverket ligger i Axelfors och byggdes 1935-1936. Det har en fallhöjden på 11 meter. Borås kommun äger kraftverket genom Borås Energi och Miljö och har ägt kraftverket sedan det byggdes. Kraftverket föregicks av ett mindre kraftverk med en 80 kW likströmsgenerator. Det har ingen direkt reservoar som kan regleras utan vattennivån mäts av en flottör och effekten anpassas så att vattennivån stannar inom ett snävt intervall. Kraftverket var det första i Sverige som redan från början kunde fjärrstyras.